# Списак знаменитих места од изузетног значаја у Србији
Списак знаменитих места од изузетног значаја на територији Републике Србије.
| НКД   | Слика | Назив                                           | Општина          | Насеље, адреса   | Година/број СГ | Напомена |
| ----- | ----- | ----------------------------------------------- | ---------------- | ---------------- | -------------- | -------- |
| ЗМ 6  |       | Споменички комплекс Бела Црква                  | Крупањ           | Бела Црква       | 1979/14        |          |
| ЗМ 7  |       | Спомен парк Бубањ                               | Ниш              | Бубањ            | 1979/14        |          |
| ЗМ 9  |       | Спомен парк „Крагујевачки октобар“ у Шумарицама | Крагујевац       | Крагујевац       | 1979/14        |          |
| ЗМ 12 |       | Спомен-парк Краљевачки октобар                  | Краљево          | Краљево          | 1983/28        |          |
| ЗМ 13 |       | Чегар                                           | Ниш              | Каменица         | 1983/28        |          |
| ЗМ 15 |       | Столице                                         | Крупањ           | Брштица          | 1979/14        |          |
| ЗМ 16 |       | Марићевића јаруга                               | Аранђеловац      | Орашац           | 1979/14        |          |
| ЗМ 18 |       | Јабука, Меморијални комплекс „Бошко Буха“       | Пријепоље        | Јабука           | 1987/47        |          |
| ЗМ 19 |       | Меморијални комплекс „Таковски грм“             | Горњи Милановац  | Таково           | 1990/25        |          |
| ЗМ 21 |       | Радовањски луг                                  | Велика Плана     | Радовање         | 1979/14        |          |
| ЗМ 26 |       | Место Карловачког мира 1699. године             | Сремски Карловци | Сремски Карловци | 1990/16        |          |
| ЗМ 27 |       | Место битке код Сланкамена 1691. г.             | Инђија           | Стари Сланкамен  | 1990/16        |          |
| ЗМ 28 |       | Место битке код Петроварадина 1716. године      | Нови Сад         | Нови Сад         | 1990/16        |          |
| ЗМ 39 |       | Меморијални комплекс                            | Ковачица         | Идвор            | 1990/16        |          |
| ЗМ 41 |       | Место пробоја на Сремском фронту                | Шид              |                  | 1990/16        |          |
| ЗМ 42 |       | Меморијални комплекс и споменик на Љубићу       | Чачак            | Љубић            | 1983/28        |          |
| ЗМ 60 |       | Спомен костурница на Церу                       | Лозница          | Текериш          | 1979/14        |          |
| ЗМ 61 |       | Спомен кућа Вука Караџића                       | Лозница          | Тршић            | 1979/14        |          |
| ЗМ    |       | Место битке код Сенте                           | Сента            | Сента            | 1990/16        |          |